# A. L. Barker
Audrey Lilian Barker, más conocida como A.L. Barker Pat Bourne nombre de casada, y Pat como la conocían sus amigos (St Pauls Cray, 13 de abril de 1918 – 21 de febrero de 2002) fue una novelista y cuentista británica.

## Biografía
Aunque nacida en Kent, creció en Beckenham. Siguiendo las indicaciones de su padre, a los dieciséis años se vio obligada a abandonar los estudios para trabajar en una relojería. Durante la Segunda Guerra Mundial, se incorporó al ejército y se casó con un militar, pero se separó asegurando que no estaba hecha para el matrimonio; lo que le interesaba era la literatura y el tiempo libre de que disponía lo dedicaba a escribir. Al finalizar la guerra entró a trabajar en la redacción de Amalgamated Press y como lectora en la editorial Cresset Press. En 1949 entró a trabajar en la BBC, donde permaneció durante casi treinta años (1949-1978).
No fue una autora cuyas ventas alcanzasen cifras altas, pero disfrutó de unos lectores fieles y nunca le faltaron elogios de los críticos. Durante su vida, publicó diez libros de cuentos y once novelas, una de las cuales —John Brown's Body— fue finalista del Premio Booker en 1970. Con anterioridad había ganado la primera edición del Premio Somerset Maugham en 1947, con su colección de cuentos Innocents. Fue elegida miembro de la Royal Society of Literature en 1962.
Fue, sobre todo, una maestra del relato corto. Mantuvo una prosa escrupulosa donde prestó especial atención y detalle a las relaciones humanas, las interacciones entre dos o tres personas y cómo las relaciones se desarrollan, a veces sorprendiendo a los propios protagonistas de sus historias que desconocían el destino que les aguardaba. Sobre su obra, Rebecca West (1967) alabó The Middlight, diciendo que era «el mejor libro escrito por una mujer en nuestro tiempo». Auberon Waugh, al leer por vez primera una obra suya (The Gooseboy, premio PEN Silver Macmillan), señaló: «no sé nada de A.L. Barker, excepto que escribe como un ángel y la amo». Y Robert Nye, sobre el conjunto de sus relatos, escribió, «[son] historias cuidadosamente compuestas como poemas [que] persisten en la mente». A.L. Barker se consideraba, ante todo, una escritora de relatos cortos, a los que llamaba «explosiones en la oscuridad».

## Obras publicadas
Novelas
- Apology for a Hero (1950)
- A Case Examined (1965)
- The Middling (1967)
- John Brown's Body (1970)
- Source of Embarrassment (1974)
- Heavy Feather (1978)
- Relative Successes (1984)
- The Gooseboy (1987)
- The Woman Who Talked to Herself (1989)
- Zeph (1992)
- The Haunt (1999)

Relatos
- Innocents (1947)
- Novelette, with Other Stories (1951)
- The Joy-Ride and After (1963)
- Lost Upon the Roundabouts (1964)
- Femina Real (1971)
- Life Stories (1981)
- No World of Love (1985)
- Any Excuse for a Party (1991)
- Element of Doubt (1992)
- Seduction (1994)
- Submerged (2002)